# Leonora Lafayette
Leonora Gwendolyn Lafayette (Baton Rouge, 8 luglio 1926 – 23 ottobre 1975) è stata un soprano statunitense con una carriera significativa in Europa negli anni '50 e '60.

## Biografia
Leonora Lafayette è nata a Baton Rouge nel 1926, figlia di Howard e Lena Lafayette, ed è cresciuta in una comunità afroamericana molto progressista e coesa, nota come "Old South Baton Rouge". Durante la sua carriera professionale dovette affrontare enormi barriere razziali, culturali ed economiche. Morì di cancro all'età di 49 anni.

## Formazione
Lafayette aveva tentato di studiare alla Louisiana State University, ma non fu ammessa a causa della segregazione razziale. Grazie a una borsa di studio, poté studiare alla Juilliard School con Dusolina Giannini. Vinse poi una borsa di studio del John Hay Whitney Fellowship per studiare all'estero. Dopo la laurea alla Juilliard, si trasferì a Basilea.

## Carriera
All'inizio della sua carriera in Svizzera, Lafayette ebbe successo, vincendo il Concorso di Ginevra e debuttando il 27 maggio 1951 al Theater Basel come Aida, un ruolo che interpretò centinaia di volte insieme a Madama Butterfly. Fu la prima artista nera ad esibirsi al Covent Garden; il direttore d'orchestra era Sir John Barbirolli. Il 5 maggio 1953 cantò Aida al Prinzregententheater di Monaco di Baviera sotto la direzione di Clemens Krauss. Alla Wiener Staatsoper cantò Aida il 18 settembre 1956 e Madama Butterfly l'11 e 14 febbraio 1958. Si esibì principalmente in Europa, come ad esempio alla Wiener Staatsoper, alla Bayerische Staatsoper di Monaco, alla Staatsoper Hamburg, alla Nederlandse Opera di Amsterdam, al Hessisches Staatstheater Wiesbaden, a Belgrado, L'Aia, Dortmund, Düsseldorf, Glasgow, Graz, Hannover, Wiesbaden, Zagabria e al Opernhaus Zürich. Nonostante il suo successo professionale in Europa, non riuscì mai ad affermarsi in patria, cantando solo occasionalmente a Nashville e New York.

## Discografia (Selezione)

### Giuseppe Verdi
- Aida in lingua tedesca: Leonora Lafayette (Aida), Josef Gostic (Radames), Georgine von Milinkovic (Amneris), Ferdinand Frantz (Amonasro), Gottlob Frick (Ramfis), Walter Berry (Il Re), Karl Ostertag (Messaggero), Elisabeth Lindermeier (Sacerdotessa), Coro e Orchestra del Bayerischer Rundfunk di Monaco, Clemens Krauss (direttore), 1953 (2005 AfHO/Line Music GmbH - Cantus Classics 2005)

### Frederick Delius
- Koanga: Lawrence Winters (Koanga), Leonora Lafayette (Palmyra), Stanford Robinson (direttore), BBC Chorus & Orchestra[7]

### Giacomo Puccini
- Puccini Love Duets: Leonora Lafayette e Richard Lewis (tenore) - Sir John Barbirolli (direttore), The Hallé Orchestra, 1959 (Pye Records – CCL 30142 – LP), 1988 (Nixa - NIXCD 6005 - CD)